# Oroscopa electrona
Oroscopa electrona är en fjärilsart som beskrevs av William Schaus 1916. Oroscopa electrona ingår i släktet Oroscopa och familjen nattflyn. Inga underarter finns listade i Catalogue of Life.